# Conféderation des Syndicats Libres du Congo
De Conféderation des Syndicats Libres du Congo (CSLC) was een Congolese vakbond.

## Hisotoriek
De CSLC werd opgericht in 1961 en groeide uit tot de tweede grootste vakbond van het land, met circa 50.000 leden. Ze was aangesloten bij de International Confederation of Free Trade Unions (ICFTU) en participeerde in de African Trade Union Confederation (ATUC). Tevens was de organisatie aangesloten bij de African Regional Organisation (AFRO).
Onder het regime van Mobutu fusioneerde de organisatie in 1967 met de Union des Travailleurs Congolais (UTC) en de Fédération Générale du Travail du Kongo (FGTK) tot de Union Nationale des Travailleurs Congolais (UNTC).